# Масерија ди Сабато (Авелино)
Масерија ди Сабато је насеље у Италији у округу Авелино, региону Кампанија.
Према процени из 2011. у насељу је живело 16 становника. Насеље се налази на надморској висини од 849 м.